# Душан Спасојевић
Душан Спасојевић (Реткоцер, код Медвеђе, 10. јул 1968 — Београд, 27. март 2003) био је српски криминалац и један од оснивача и вођа некадашње криминалне групе Земунски клан.

## Биографија

### Младост
Његов отац Милован био је рудар, а мајка Станка домаћица. Спасојевић је завршио трогодишњу школу ученика у привреди, а још док је био дечак постао је пријатељ са Милетом Луковићем. Убрзо обојица напуштају родна места а Спасојевић одлази у Београд док Луковић одлази у Приштину, где је једно време радио као чувар у затвору.

### Живот у Београду и почетак криминалне каријере
Душан Спасојевић се у Београду вероватно нашао 1989. године и у то време је играо фудбал. С обзиром да му фудбалска каријера у Београду није ишла, одлази у Немачку и тамо такође покушава да успе у фудбалу. Ипак ни тамо није имао среће те се враћа у Београд и почиње да живи са тадашњом девојком Татјаном "Тањом". Њих двоје се убрзо венчавају, а Душанов кум је био управо Миле Луковић, кога је он позвао у Београд. Миле Луковић се такође настањује у Београду и њих двојица почињу своју криминалну каријеру. У почетку су обијали аутомобиле и враћали их за откуп. Поред тога, крећу и да продају дрогу, као ситни дилери. Наводно је Спасојевић узимао дрогу од Албанаца, са којима је имао добре везе из родне Медвеђе. Душан Спасојевић и Миле Луковић убрзо постају блиски са Љубишом Бухом Чуметом и његовим Сурчинским кланом, и самим тим крећу да раде за њега, односно настављају да раде старе послове: да отимају аутомобиле и продају дрогу, али у много већој мери.

### Разлаз са Чуметом и формирање Земунског клана
Љубиша Буха Чуме одлучује да престане са криминалним деловањима, и доноси одлуку да његов клан почне да се бави легалним радњама. У то време, Спасојевић и Луковић су и даље радили за њега, али је Спасојевић имао и своју малу групу криминалаца. Како је време одмицало, Буха и Спасојевић ће се тотално раздвојити и чак постати непријатељи. Убрзо, Душан купује плац од 50.000 евра у Земуну, Шилеровој и ту креће да гради две виле са базенима у којој ће се настанити он и Миле Луковић, који су сада већ имали своју групу чланова, и којој је било дато име Земунски клан, с обзиром да је основан у Земуну. Поред Спасојевића и Луковића, неки од првих чланова Земунског клана били су: Никола Бајић, Милан Јуришић Јуре, Марко Петровић, Жељко Михаиловић и Нинослав Константиновић.

### Успон Земунског клана, Арканова смрт и познанство са Легијом
Претпоставља се да је Земунски клан формиран вероватно 1996. (тада се догодило прво убиство које је наредио Спасојевић) или 1997. године (тада се догодила прва отмица коју је наредио Спасојевић). Душан Спасојевић је био вођа те групе, а Миле Луковић његова десна рука и заменик. Вршили су старе послове: крађа аутомобила и трговина наркотицима, а имали су и знатно више чланова него на почетку, неки од истицаних који су се касније придружили су: Милош Симовић, Александар Симовић, Владимир Милисављевић, Сретко Калинић и браћа Крсмановић. Ипак прекретница у успону Земунског клана биће смрт Жељка Ражнатовића Аркана 15. јануара 2000. године. Душан Спасојевић убрзо ступа у контакт са Милорадом Улемеком Легијом, Аркановим кумом и саборцем, а такође и командантом Јединице за специјалне операције (ЈСО). Убрзо након Аркановог убиства, Душан Спасојевић и Милорад Улемек Легија крећу да праве "списак" одговорних за атентат на Ражнатовића, у виду "освете". Легија даје Душану и његовој екипи оружје и тада почиње серија мафијашких убиства за које је одговоран Земунски клан, под командом Душана Спасојевића и Милорада Улемека Легије. Неки од криминалаца који су страдали од руке "Земунаца" били су: Бранислав Лаиновић Дуги, Зоран Ускоковић Сколе, Зоран Давидовић Ћанда, Радослав Трлајић - Бата Трлаја, Јован Гузијан Цунер, браћа Фишкали.

### Отмице Земунског клана
Осим крађе аутомобила, трговином наркотицима, атентатима, рекетирањем, сада када је већ постао моћан мафијашки шеф, Душан Спасојевић одлучује да његов клан, који сада већ броји преко 200 чланова, крене да отима богате бизнисмене и враћа их за огромну своту новца. Неки од отетих у то време били су: Предраг Ранковић Пецони, Вук Бајрушевић, Драгослав Вуковић, Мирослав Мишковић, Милија Бабовић и други.

### Пад Земунског клана, убиство Зорана Ђинђића
Према званичној верзији, Душан Спасојевић и Милорад Улемек Легија почетком 2003. године, на врхунцу моћи, одлучују да убију тадашњег председника владе Републике Србије − др Зорана Ђинђића. Мотив за ово убиство политички није расветљен, али постоји могућност да је Спасојевић имао користи јер је Ђинђић желео да похапси све људе умешане у организовани криминал, док је Улемек имао користи јер је Ђинђић намеравао да пошаље њега и његову јединицу у Хашки трибунал, вероватно због побуне. Први атентат на премијера Зорана Ђинђића десио се 21. фебруара 2003. године, када је премијер био на аутопуту тј. ишао у Бања Луку, возило којим се возио стало је у колони иза камиона, којег је возио Дејан Миленковић Багзи, припадник Земунског клана. План је био да се још један ауто приближи Ђинђићевом и да се он убије ту. Ипак, возач Ђинђићевог возила је заобишао камион у ком је био Багзи, и атентат је прошао неуспешно.
Ђинђић је убијен у Београду на степеништу зграде седишта Владе Србије 12. марта 2003. године у 12:23. Погођен је једном у груди, метком који је пробио његово срце и убио га скоро тренутно, затим је уследио други метак, а по неким сведочењима и трећи. Брзо је одведен у болницу где је примењен одговарајући поступак, али је његова смрт, ипак, проглашена један час касније. Према званичном Владином саопштењу, Ђинђић није био при свести након доласка у болницу. Његов припадник обезбеђења Милан Веруовић је такође био тешко рањен у стомак од другог хица, о чему сведочи у својој књизи Трећи метак.
Оба метка је, снајпером, са 130 метара удаљености, испалио полицијски подофицир Звездан Јовановић, припадник Црвених беретки, са прозора зграде Завода за фотограметрију. Јовановић је касније правоснажно осуђен на 40 година затвора због убиства Зорана Ђинђића. А након тога, издата је потерница за припадницима Земунског клана и покренута је полицијска Операција "Сабља".

### Смрт Душана Спасојевића и Милета Луковића
Након убиства премијера и почетка полицијске операције, Спасојевић и Луковић беже из Шилерове, која ће бити само дан након Ђинђићевог убиства срушена. Душан Спасојевић и Миле Луковић крили су се све до 27. марта 2003. године, када их је полиција пронашла и усмртила, према званичној верзији, јер су они први "припуцали" на полицију. Иако је ова верзија приче потврђена, постоје такође приче и да су Спасојевић и Луковић брутално претучени, а затим стрељани.

## Приватни живот
Био је ожењен Татјаном Спасојевић са којом је имао ћерку Јовану. Сретко Калинић, члан Земунског клана, рекао је да је Спасојевић имао љубавницу и да је са том љубавницом такође имао децу.
Надимак Шиптар му је тек двехиљадитих наденуо Љубиша Буха, познатији као Чуме (касније сведок-сарадник у случајевима Земунског клана), који га је тако први пут назвао у медијима, након што је Земунски клан покушао да га ликвидира. Буха је то урадио у циљу да зада још негативнији публицитет Спасојевићу, алудирајући на то што је вођа клана рођен у Општини Медвеђа (због тога је добро говорио албански језик који је користио приликом отмица људи). Њега су пре тога искључиво звали Дућа.